# Бурсак, Максим Александрович
Макси́м Алекса́ндрович Бурса́к (род. 3 июля 1984, Киев, УССР) — украинский боксёр-профессионал, выступающий в средней и во второй средней весовых категориях.
Среди профессионалов бывший претендент на титул чемпиона мира по версии WBO (2017) во 2-м среднем весе, чемпион Европы по версии EBU (2013—2014), чемпион по версиям WBA Continental (2013—2015), WBO Inter-Continental (2010—2012), молодёжный чемпион мира по версии IBF Youth (2008—2009) в среднем весе.

## Биография
Максим Бурсак родился 3 июля 1984 года в Киеве на Украине.

## Профессиональная карьера
9 июля 2004 года состоялся его профессиональный дебют, когда он свёл вничью бой с соотечественником Вячеславом Кусовым (дебют).

### Чемпионский бой с Хильберто Рамиресом
22 апреля 2017 года проиграл единогласным решением судей (счёт: 106—120, 106—120, 106—120) небитому чемпиону мира — мексиканцу Хильберто Рамиресу (34-0), бой был за титул чемпиона мира по версии WBO (1-я защита Рамиреса) во 2-м среднем весе.

### Бой с Давидом Лемьё
7 декабря 2019 года проиграл раздельным решением судей (счёт: 93-94, 94-93, 93-94) бывшему чемпиону миру в среднем весе — канадцу Давиду Лемьё (40-4), бой был во 2-м среднем весе.

## Статистика профессиональных боёв
В таблице перечислены результаты всех поединков боксёров.
В каждой строке указан результат поединка. Дополнительно номер поединка обозначен цветом, который обозначает итог поединка. Расшифровка обозначений и цветов представлена в нижеследующей таблице.
| Пример | Расшифровка                     |
| ------ | ------------------------------- |
|        | Победа                          |
|        | Ничья                           |
|        | Поражение                       |
|        | Планируемый поединок            |
|        | Поединок признан несостоявшимся |
| КО     | Нокаут                          |
| ТКО    | Технический нокаут              |
| PTS    | Решение судей (по очкам)        |
| UD     | Единогласное решение судей      |
| MD     | Решение большинства судей       |
| SD     | Раздельное решение судей        |
| RTD    | Отказ от продолжения боя        |
| DQ     | Дисквалификация                 |
| NC     | Поединок признан несостоявшимся |

| 44 поединка, 36 побед (16 нокаутом), 6 поражений, 2 ничьи | 44 поединка, 36 побед (16 нокаутом), 6 поражений, 2 ничьи | 44 поединка, 36 побед (16 нокаутом), 6 поражений, 2 ничьи | 44 поединка, 36 побед (16 нокаутом), 6 поражений, 2 ничьи | 44 поединка, 36 побед (16 нокаутом), 6 поражений, 2 ничьи    | 44 поединка, 36 побед (16 нокаутом), 6 поражений, 2 ничьи | 44 поединка, 36 побед (16 нокаутом), 6 поражений, 2 ничьи                                                            | 44 поединка, 36 побед (16 нокаутом), 6 поражений, 2 ничьи |
| Бой                                                       | Рекорд                                                    | Дата боя                                                  | Соперник                                                  | Место проведения боя                                         | Раундов, время                                            | Дополнительно |                                                           |
| --------------------------------------------------------- | --------------------------------------------------------- | --------------------------------------------------------- | --------------------------------------------------------- | ------------------------------------------------------------ | --------------------------------------------------------- | --- | --------------------------------------------------------- |
| 44                                                        | 36-6-2                                                    | 22 февраля 2020                                           | Максим Смирнов (8-5-3)                                    | ЛД «Терминал», Бровары, Украина                              | UD (8)                                                    | Счёт: 80-72, 78-74, 78-75.                                                                                           |                                                           |
| 43                                                        | 35-6-2                                                    | 7 декабря 2019                                            | Давид Лемьё (40-4)                                        | Bell Centre, Монреаль, Канада                                | SD (10)                                                   | Счёт: 93-94, 94-93, 93-94.                                                                                           |                                                           |
| 42                                                        | 35-5-2                                                    | 5 октября 2019                                            | Бека Мухулишвили (6-7)                                    | ЛД «Терминал», Бровары, Украина                              | TKO 5 (8), 2:34                                           | |                                                           |
| 41                                                        | 34-5-2                                                    | 22 декабря 2018                                           | Мухитдин Раджапбаев (13-6)                                | ЛД «Терминал», Бровары, Украина                              | MD (8)                                                    | Счёт: 75-75, 77-73, 75-75.                                                                                           |                                                           |
| 40                                                        | 34-5-1                                                    | 16 декабря 2017                                           | Сосо Абуладзе (11-7-1)                                    | ЛД «Терминал», Бровары, Украина                              | UD (8)                                                    | Счёт: 80-72, 80-72, 80-73.                                                                                           |                                                           |
| 39                                                        | 33-5-1                                                    | 22 апреля 2017                                            | Хильберто Рамирес (34-0)                                  | Стабхаб Сентер, Карсон, Калифорния, США                      | UD (12)                                                   | Счёт: 106-120, 106-120, 106-120. Бой за титул чемпиона мира по версии WBO (1-я защита Рамиреса) во 2-м среднем весе. |                                                           |
| 38                                                        | 33-4-1                                                    | 23 апреля 2016                                            | Руслан Щелев (12-4)                                       | Дворец спорта, Киев, Украина                                 | UD (8)                                                    | |                                                           |
| 37                                                        | 32-4-1                                                    | 12 декабря 2015                                           | Гиоргий Берошвили (22-7-2)                                | Дворец спорта, Киев, Украина                                 | KO 2 (8), 2:12                                            | |                                                           |
| 36                                                        | 31-4-1                                                    | 27 июня 2015                                              | Зак Данн (17-0)                                           | Королевский выставочный центр, Мельбурн, Виктория, Австралия | UD (12)                                                   | Проиграл бой за вакантный титул чемпиона мира по версии IBO во 2-м среднем весе.                                     |                                                           |